# U209 Ternopil
Az U209 Ternopil az Ukrán Haditengerészet 1124M típusú (más néven Albatrosz-osztály, NATO-kódja: Grisha–V osztály) korvettje. 2002-ben bocsátották vízre, 2006-ban állt szolgálatba az Ukrán Haditengerészetnél.

## Története
A hajó építése 1991. április 23-án kezdődött el a kijevi Lenyinszka Kuznya hajógyárban. A hajó az 1976-ban bevezetett 1124 típusú korvettek (eredeti szovjet besorolás szerint kis tengeralattjáró-elhárító hajó) utolsó változatához, az 1124M típusváltozathoz tartozik, mely az alapváltozattól modernebb rádióelektronikai berendezéseiben és fegyverzetében különbözik. Építése a pénzhiány miatt 11 évig tartott. 2002. március 15-én bocsátották vízre Kijevben.

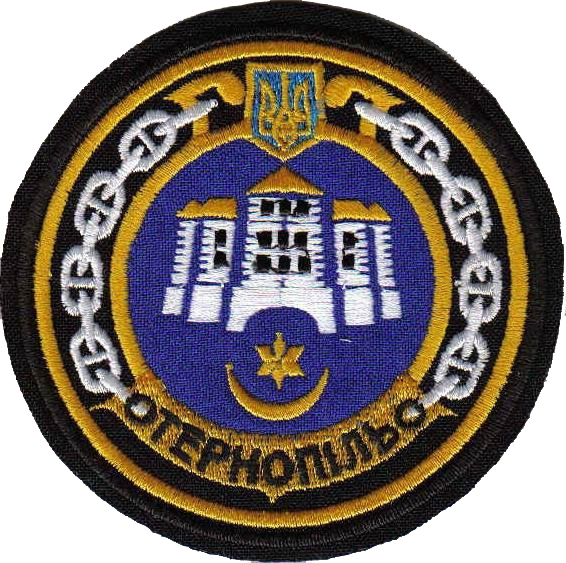

2005-ben a Dnyeperen Herszonba vontatták, majd Szevasztopolba hajózott, ahol végrehajtották a hadrendbe állítás előtti teszteket és próbautakat. A próbák során 10 tengeri bevetést hajtottak végre a hajóval, mely ez idő alatt 1668 tengeri mérföldet tett meg. A sikeres próbákat követően 2006. január 1-jén vette át a hajót a védelmi minisztérium a gyártótól.
Ukrajna védelmi minisztere 2006. február 15-i 86. sz. rendeletében határozott a hajó hadrendbe állításáról. Február 16-án ünnepélyes keretek között Anatolij Hricenko védelmi miniszter átadta az ukrán hadilobogót a hajó első parancsnokának, Szerhij Izotovnak, aki ezt követően felvonta a hajóra a lobogót. Az eseményen jelen voltak a névadó város, Ternopil, továbbá a Ternopili terület képviselői is.
Szolgálatba állítását követően az U209 Ternopil az egyik legtöbbet használt ukrán hadihajó. Rendszeres résztvevője nemzetközi tengeri hadgyakorlatoknak. Már szolgálatba állításának évében, 2006 végén részt vett a Földközi-tengeren egy NATO-hadgyakorlaton. 2007-től a hajó minden évben részt vett a NATO Active Endevour nevű földközi-tengeri hadgyakorlatán.
2014. március 20-án orosz fegyveresek foglalták el és orosz ellenőrzés alá került.
2023. júliusában Oroszország Fekete-tengeri Flottája hadgyakorlatot tartott. A gyakorlat során egy orosz Ivanovec rakétahajó Moszkit hajóelhárító cirkálórakétákat lőtt ki egy gyakorlótéren elhelyezett célhajóra, amely a Ternopol ukrán korvettet volt.